# Vladímir Shklyarov
Vladimir Andreyevich Shklyarov (rus:Владимир Андреевич Шкляров; 9 febrer 1985 – 16 novembre 2024) era un ballarí de ballet rus, que va actuar com a ballarí principal al Ballet Mariïnski de Sant Petersburg. També havia estat resident principal amb el Ballet Estatal de Baviera a Múnic, Alemanya, i del Royal Ballet de Londres. Va morir després que caure des del 5è pis d'un edifici d'apartaments a Sant Petersburg.

## Joventut i carrera
Vladimir Shklyarov va néixer en Leningrad, ara Sant Petersburg, el 9 de febrer de 1985. Es va formar a l'Acadèmia Vaganova de Ballet, vinculada com escola del Ballet Mariïnski, i es va graduar el 2003, a partir de la formaciói rebuda per Vitaly Afanaskov. Es va unir al Mariïnski el mateix any i va ser promocionat com a principal el 2011.
El seu repertori representa els papers dels ballets en: James a La Silfide, Duc Albrecht a Giselle, Solor a La Baiadera, Príncep Désiré dins La Bella Dorment, Príncep Sigfrid en Llac dels Cignes, el Príncep en El Trencanous, Jean de Brienne a Raymonda, Basilio a Don Quixot i Ivan el Ximplet a El cavallet geperut. També va ballar en els papers principals de Paquita Magnífica Pas Classique, L'Espectre de la rosa, Les Sylphides, i Jewells.
En 2007, va ballar la funció principal de Zéphyr en l'estrena de Sergei Vikharev per una reconstrucció contemporània de Marius Petipa, de Le Réveil de Flore. També va ballar com a Arlequí a Carnaval en l'estrena de Vikharev amb guió del ballet de Michel Fokin.
Entre 2015 i 2015 va ser ballarí resident de l'American Ballet Theater. A principis de 2016, Shklyarov es va unir al Mariïnski en un tour dels USA. En setembre 2016, Shklyarov i la seva dona gaudir d'un any sabàtic des de la seva residència al Mariïnski i va unir al Ballet Estatal de Baviera a Munic, com a principal per invitació d'Igor Zelenski, nou director artístic del teatre . Va tornar a Sant Petersburg en 2017, però va continuar ballant com a resident al ballet muniquès.
En 2017, Shklyarov es va unir al The Ballet Reial de Londres com a principal, després d'optar per treballar per Sergei Polunin, el qual es va retirar a l'últim minut, en la representació de Marguerite i Armand de Frederick Ashton.

## Vida personal i decès

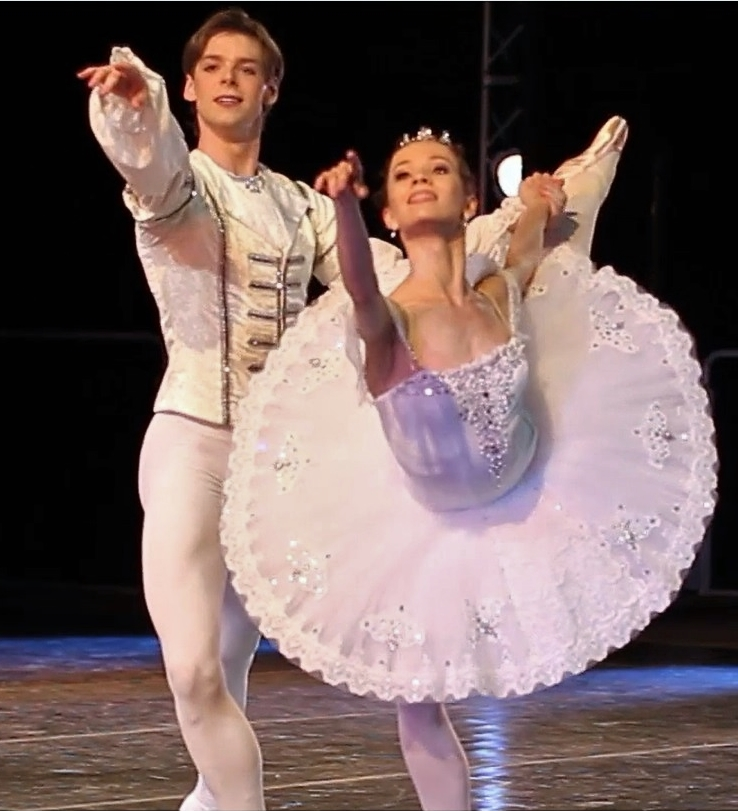
Shklyarov i Maria Shirinkina al Festival de Ravello a La Bella Dorment, 2013

Shklyarov es va casar amb Maria Shirinkina, primera solista del Mariïnski, en 2013. Van tenir dos nens.
En març 2022, després de la invasió russa d'Ucraïna, Shklyarov va publicar en els mitjans de comunicació recolzant postulats de pau, "estic contra qualsevol guerra!… Vull ni les guerres ni les" fronteres “i Els Polítics haurien de ser capaços de negociar sense tirotejos i matant civils, per això els hi van donar una llengua i un cap". Més tard va eliminar el post, i no va comentar res més sobre la invasió en mitjans de comunicació social.
Shklyarov va morir el 16 de novembre de 2024, a l'edat de 39 anys. La seva mort va ser confirmada pel Mariinsky. Els mitjans locals van reportar que la mort va ser produïda per una caiguda del balcó del seu apartament en un cinquè pis a St Petersburg. Havia estat medicat pel dolor abans que una cirurgia planificada. Segons la ballarina i amiga Irina Baranovskaia, havia sortit en el balcó per fumar i "va perdre el seu equilibri". Segons RIA Novosti, s'ha començat una investigació sobre la seva mort, tot i que va apuntar la seva caiguda com a un accident.

## Repertori
- Comte Albrecht a Giselle[6]
- James a La Silfide
- Princep Désiré a La Bella Dorment
- Princep Siegfried a El Llac dels cignes[13][14]
- Princep a  El Trencanous de Vasili Vainonen
- Zephyr a El despertar de la flora
- Solor a La Baiadera[15]
- Jean de Brienne a Raymonda
- Basilio a Don Quixot
- Ali a Le Corsaire
- Petrushka a Petruixka
- El Fantasma de la Rosa a El Spectre de la rosa
- Matteo a Ondine de Pierre Lacotte
- Romeo a Romeu i Julieta de Leonid Lavrovski i John Cranko[16]
- Ali-Batyr a Shurale de Leonid Yakobson
- Ivanushka a El cavallet geperut d'Alexei Ratmanski[17]
- El Princep a Ventafocs d'Alexei Ratmanski
- Spartacus aSpartacus de Yuri Grigorovich
- Ferkhad a The Legend of Love de Yuri Grigorovich.
- The Hooligan a The Young Lady and the Hooligan
- Colas a La fille mal gardée de Frederick Ashton
- Aminta a Silvia de Frederick Ashton
- Armand a Marguerite and Armand de Frederick Ashton
- Jack/Knave of Hearts a Alícia al País de les Maravelles  de Christopher Wheeldon
- Rubies i Diamonds a Jewels
- Third Movement a Symphony in C
- Tschaikovsky Pas de Deux[18][19]
- Des Grieux a Manon de Kenneth MacMillan[20]

## Premis i reconeixements
- Vaganova Prix (2002)[21]
- Premi-guanyador al XI Coreografia i Ballet Internacional Competició, en el Solo "de categoria" (Moscou, 2009, 1r premi)
- Premi-guanyador a la Competició Internacional Vaganova-Prix (St. Petersburg, 2002)
- Titular de Soul of Dance– premi 2008 premi atorgat pel Ballet Magazine, dins la categoria "Astre ascendent"
- Léonide Massine Premi Internacional Per a l'Art de Ball (Positano, Itàlia, 2008)[22]
- Titular del Zegna – Mariinsky Premis de Nous Talents(Londres, 2008)
- Guanyador del Open Dance premi de ballet internacional en la categoria "Mr Virtuoso" (2014)[18][13]
- Guanyador del BALLET2000 Premi, atorgat per BALLET2000 magazíne (2016)[23]
- Artista d'Honor de la Federació Rússa (2020)[7][22]